# モーターサイクル・ダイアリーズ
『モーターサイクル・ダイアリーズ』（スペイン語: Diarios de motocicleta、英語: The Motorcycle Diaries）は2004年公開の映画。チェ・ゲバラの若き日の南米旅行記『チェ・ゲバラ モーターサイクル南米旅行日記』をもとに、ロバート・レッドフォードとヴァルテル・サレスらによって映画化された。
ウルグアイ人の音楽家、ホルヘ・ドレクスレルによるこの映画の主題歌「河を渡って木立の中へ（Al Otro Lado del Río）」は、2004年にスペイン語の楽曲として初めてアカデミー歌曲賞を受賞した。

## あらすじ ・解説
「これは偉業の物語ではない　同じ大志と夢を持った2つの人生が　しばし併走した物語である」
1952年1月4日 、アルゼンチンのブエノスアイレスに住む医大生エルネスト（愛称フーセル）は喘息持ちにもかかわらず、先輩の「放浪科学者」こと生化学者のアルベルト・グラナードと共に1台のバイク（ポデローサ（怪力）号）にまたがり、12,000キロの南米大陸縦断旅行へ出かける。途中、恋人に会ったり、バイク事故に遭ったり、雪山を通ったり、徒歩やヒッチハイクや最後にはイカダに乗ったりと、先住民族（インディオ）や、チリのチュキカマタ銅山の最下層の労働者、ペルーのマチュ・ピチュや ハンセン病患者らとの出会いなど、行く手に巻き起こるさまざまな出来事を通して、南米社会の現実を思い知らされる。
映画のラストに80歳を超えたグラナード本人が少しだけ登場する。また、彼自身が『モーターサイクル・ダイアリーズ』の撮影に同行し撮影風景を記録したメイキング・ドキュメンタリーの『トラベリング・ウィズ・ゲバラ』（2004年） もある。

## キャスト
| 役名                               | 俳優                       | 日本語吹替 |
| ---------------------------------- | -------------------------- | ---------- |
| エルネスト・ゲバラ・デ・ラ・セルナ | ガエル・ガルシア・ベルナル | 内田夕夜   |
| アルベルト・グラナード             | ロドリゴ・デ・ラ・セルナ   | 坂東尚樹   |
| チチーナ・フェレイラ               | ミア・マエストロ           | 田村真紀   |

## 受賞・ノミネート
- アカデミー賞歌曲賞  (受賞)
- カンヌ国際映画祭パルムドール  (ノミネート)

## 原作
- エルネスト・チェ・ゲバラ/棚橋加奈江訳『チェ・ゲバラ モーターサイクル南米旅行日記』現代企画室、1997年10月（ISBN 4773897155）
- エルネスト・チェ・ゲバラ/棚橋加奈江訳『モーターサイクル・ダイアリーズ』角川書店〈角川文庫〉、2004年9月（上記の本に加筆・訂正して文庫化したもの）